# Pensacola sylvestris
Pensacola sylvestris là một loài nhện trong họ Salticidae.
Loài này thuộc chi Pensacola. Pensacola sylvestris được Elizabeth Maria Gifford Peckham & George William Peckham miêu tả năm 1896.